# 11946 Bayle
11946 Bayle este o planetă minoră (asteroid), cu un diametru de 14,207 km, din centura de asteroizi. A fost descoperită pe 15 august 1993 la observatoire de la Côte d'Azur⁠(d) de Eric Walter Elst și a fost numită după Pierre Bayle. 
Obiectul prezintă o orbită caracterizată de o semiaxă mare de 3,144531 UAi, o excentricitate de 0,15, o înclinație de 0,51996 ° în raport cu ecliptica.